# Roland-Michel de la Galissionère
Roland-Michel de la Galissionère (Rochefort, Regne de França, 1693 - 1756) fou un distingit mariner i botànic francès. Era capità de navili el 1738 i el 1745 fou nomenat governador del Canadà, distingint-se per la benevolència amb què exercí les seves funcions. A més fundà un arsenal i unes drassanes i construí una línia de forts des del Canadà a la Louisiana. El 1749 retornà a França i fou nomenat cap d'esquadra i director del dipòsit d'armes i plànols de la marina, organitzant llavors les expedicions científiques de Bory, Chabert i Lacaille. El 1750 fou l'encarregat de la delimitació de les possessions franceses i angleses a l'Acàdia; el 1756 derrotà a Byng enfront de les costes de Menorca, i poc temps després es retirà per efectes d'una malaltia.

Bandera de l'Arsenal que fundà La Galissionère